# David Boysen
David Boysen, född den 30 april 1991, är en dansk-israelisk fotbollsspelare från Herlev som spelar för Fremad Amager.

## Karriär
Den 12 augusti 2018 värvades Boysen av IF Elfsborg. I januari 2019 lämnade han klubben. Den 15 februari 2019 värvades han av Helsingborgs IF. I september 2019 gick Boysen till Sektzia Nes Tziona.